# Церква Преображення Господнього (Старий Остропіль)
Церква Преображення Господнього у Старому Острополі (Преображенська церква) — мурований діючий православний храм (ПЦУ), розташований у селі Старому Острополі Хмельницького району Хмельницької області; оригінальна пам'ятка-класицистична ротонда. При ремонті храму релігійною громадою верхня частина була спотворена, хоча формально церква належить до пам'яток архітектури. Храм побудований мешканцями громади.
Преображенську церкву в Острополі було збудовано в 1840 році. До 12.05.2022 релігійна громада підпорядковувалась до УПЦ Московського патріархату. Нині це діючий храм Православної Церкви України.
17.05.2022, згідно попередньо поданим проханням громади с. Старий Остропіль, якими 12.05.2022 майже одностайно проголосовано за перехід парафії до Православної Церкви України, рішення Єпископа Хмельницького та Кам'янець-Подільського Павла Свято-Преображенську парафію (храм) прийнято до складу Хмельницької єпархії Православної Церкви України.

## Опис
Церква Преображення Господнього у Старому Острополі — мурована, являє собою ротонду з прямокутним у плані притвором, перекриту складною системою склепінь, що спираються на чотири пілони і стіни. Перекриття: у центрі — вітрильне склепіння, по боках — хрестові, у вівтарній і в західній частині — напівциркулярне з розпалубками.
У декоративному оформленні фасадів та інтер'єрів храму застосовані елементи класицизму: фасадні напівколони, чотириколонний портик тосканського ордеру з трикутним фронтоном, що підкреслює головний західний вхід, пояс антаблементу з сильно випнутим карнизом, що оперізує всю будівлю. Дах церкви — сферичної форми, завершений декоративною главкою.
Архітектурне рішення інтер'єру насичене завдяки поєднанню пілонів, грані яких декоровані спареними пілястрами й різними за формами склепіннями.
Пам'ятка є одним з небагатьох зразків ротонд періоду класицизму на теренах України.

## Джерело
- Преображенська церква, 1840 р. [Архівовано 26 жовтня 2007 у Wayback Machine.] // Памятники градостроительства и архитектуры Украинской ССР. в 4-х томах (за ред. Жарікова Н. Л.), К.: «Будивэльнык», 1983—1986 (електронна версія), Том 4, стор. 231 (рос.)

1. ↑  Facebook. www.facebook.com. Процитовано 18 травня 2022.